# Hiátová hernie

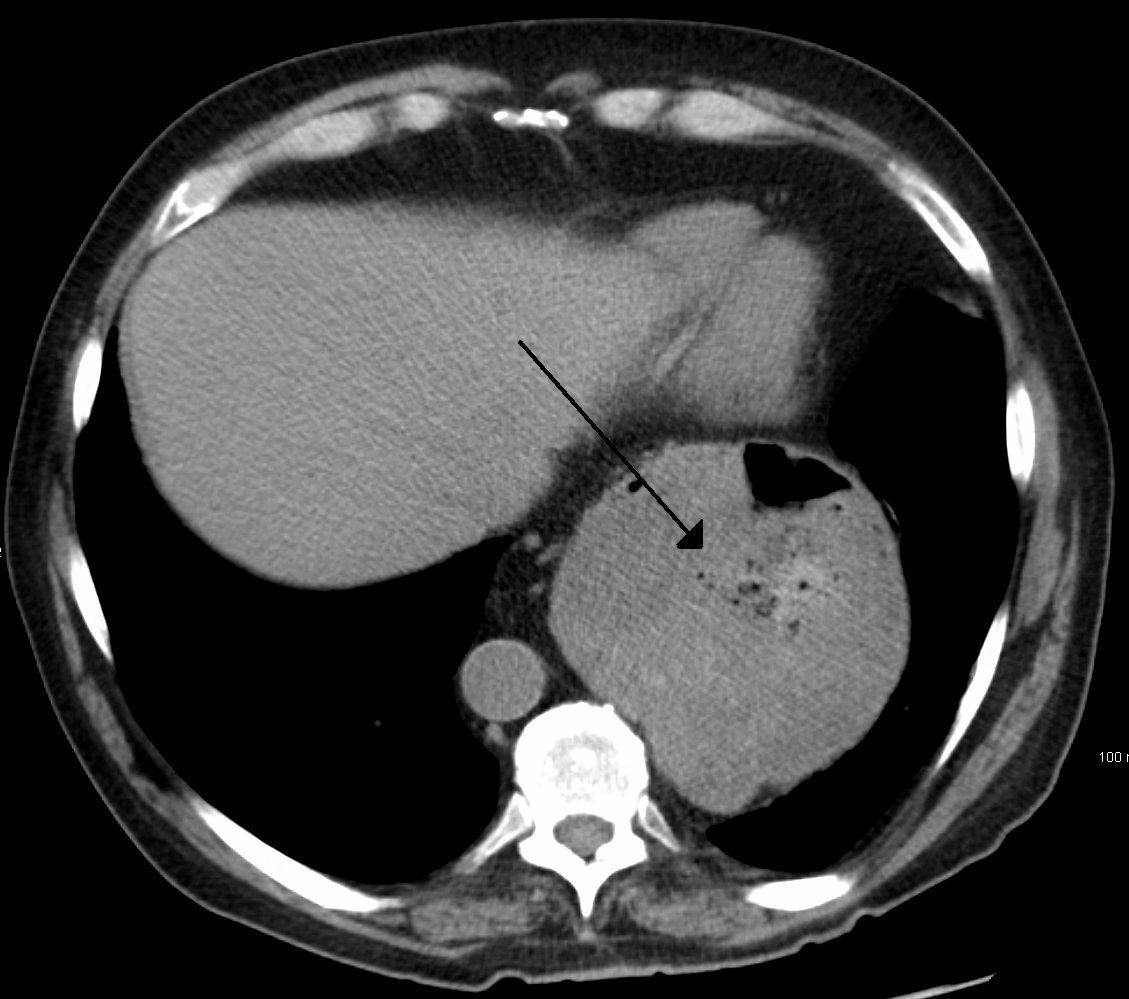
Hiátová hernie na CT

Hiátová hernie (jícnová kýla, hiátová kýla, latinsky hiatus hernia) je vyklenutí horní části žaludku trhlinou v bránici nebo jícnovým otvorem do hrudníku. Vážnější formy se řeší chirurgickým zákrokem.
Klasifikace hiátové hernie, jak ji provedl roku 1926 švédský rentgenolog Ake Akerlund dle 60 literárních a 30 vlastních pozorování.
1. Hiátová hernie se zkráceným jícnem, kde není možná repozice.
2. Paraezofageální hiátová hernie.
3. Ostatní hiátové hernie, kde jícen není zkrácen, ale distální konec ezofagu tvoří část obsahu kýlního vaku.

## Příznaky
Nemusí být patrné, jinak např. bolest na hrudi, krvácení do zažívacího ústrojí.